# Lobocleta temnaria
Lobocleta temnaria là một loài bướm đêm trong họ Geometridae.